# Д-30Ф6
 Д-30Ф6 — советский авиационный турбореактивный, двухконтурный, двухвальный, с общей форсажной камерой и регулируемым сверхзвуковым соплом двигатель.
Разработан в Пермском моторостроительном КБ (предприятие Р-6837). Двигатель устанавливается на сверхзвуковой истребитель-перехватчик МиГ-31.
Серийно производился на Пермском моторостроительном заводе им. Я. М. Свердлова (предприятие п/я А-3985, сейчас называется: ОАО «Пермский моторный завод»), с 1976 по 2004 год.  Ремонт двигателей производится на АО «ОДК-Сервис» (г. Гатчина).

## История разработки
В середине 1960-х годов появились новые образцы стратегического и наступательного вооружения: крылатые ракеты, способные лететь на сверхмалых высотах, огибая рельеф поверхности земли, высотные и высокоскоростные разведывательные самолёты, стратегические бомбардировщики и другие типы оружия. Для защиты протяжённых границ СССР от этих и других угроз потребовался самолёт с возможностью обнаружения и перехвата целей начиная с малых высот и заканчивая 30 километрами, на скоростях до 4000 км/ч, который мог нести различные типы ракет для перехвата и уничтожения воздушных целей на предельно малых, малых, средних и больших высотах, сопровождать одновременно несколько целей. Кроме всего прочего, в связи с малой плотностью ПВО и аэродромов на Дальнем Востоке и севере страны самолёт должен был обладать большим радиусом действия.
Для такого уникального по своим свойствам самолёта требовался не менее уникальный двигатель большой мощности при высокой экономичности. Сделать этот двигатель было поручено Пермскому моторостроительному конструкторскому бюро (МКБ, сейчас ОАО «Авиадвигатель») под руководством П. А. Соловьёва. Соловьёв решил делать двухконтурный двигатель с форсажной камерой со смешением потоков внешнего и внутреннего контуров двигателя.
В то время нашлось немало противников такой схемы, так как двигателей по такой схеме ещё не производилось.
Первоначально был создан двигатель-демонстратор на основе серийного двигателя Д-30, оснащённого форсажной камерой. После ряда испытаний на стенде ЦИАМ, стала очевидна правильность выбора схемы двигателя, и в 1970 году МКБ приступило к разработке двигателя Д-30Ф6 для истребителя-перехватчика. Прототип самолёта с этим двигателем поднялся в воздух в 1975 году.
Двигатель имеет уникальные высотно-скоростные характеристики, обеспечивая максимальную скорость самолёта около 3000 км/ч на большой высоте и скорость у земли 1500 км/ч.

## Конструкция двигателя
Двигатель Д-30Ф6 — модульной конструкции, выполнен из 7 модулей. Все модули (кроме базового) могут быть заменены в эксплуатации.
Модули двигателя:
- Входной направляющий аппарат
- компрессор низкого давления
- Базовый модуль:
  - Разделительный корпус
  - Компрессор высокого давления
  - Камера сгорания
  - Турбина высокого давления
  - Турбина низкого давления
  - Задняя опора
- Корпус смеситель
- Форсажная камера
- Реактивное сопло
- Блок передней и задней коробки приводов

## Надёжность и безотказность
Надёжность двигателя обеспечивается системами защиты, дублирования и раннего обнаружения неисправностей:
- системой ограничения максимальной частоты вращения ротора низкого давления и системой ограничения максимальной температуры газа за турбиной;
- системой защиты от раскрутки турбины привода постоянных оборотов;
- противообледенительной системой обтекателя и лопаток входного направляющего аппарата компрессора низкого давления;
- противопомпажной системой.

Электронно-гидравлическая система автоматического регулирования двигателя в случае отказа электронной системы дублируется гидравлической системой, обеспечивающей безопасность полёта и выполнение задания.
Конструкция двигателя обеспечивает возможность параметрического контроля его состояния на самолёте.
Для оценки состояния деталей газовоздушного тракта в процессе эксплуатации конструкция двигателя предусматривает осмотр всех рабочих лопаток компрессора и турбины, а также сопловых лопаток 1-й и 2-й ступеней турбины.
В случае попадания посторонних предметов в газовоздушный тракт двигателя конструкция позволяет производить замену в эксплуатации как отдельных повреждённых лопаток 1-й ступени компрессора, так и всего модуля компрессора низкого давления.

## Технические характеристики
| Максимальный режим (без форсажа) (Н=0, Мп=0, tн=15º С, σвх=1,0) |       |
| --------------------------------------------------------------- | ----- |
| Тяга, кгс                                                       | 9500  |
| Удельный расход топлива, кг/кгс ч                               | 0,72  |
| Полный форсажный режим (Н=0, Мп=0, σвх=1,0)                     |       |
| Тяга, кгс                                                       | 15500 |
| Удельный расход топлива, кг/кгс ч                               | 1,9   |
| Максимальная скорость полёта, Мп                                | 2,83  |
| Максимальная температура газа перед турбиной, К                 | 1660  |
| Сухая масса двигателя, кг                                       | 2416  |